# Kabinett Gunnar Thoroddsen
Das Kabinett Gunnar Thoroddsen war eine Regierung der am 17. Juni 1944 ausgerufenen Demokratischen Republik Island (isländisch Lýðveldið Ísland). Es wurde am 8. Februar 1980 gebildet und löste das Kabinett Benedikt Sigurðsson Gröndal ab. Es blieb bis zum 26. Mai 1983 im Amt, woraufhin es vom Kabinett Steingrímur Hermannsson I abgelöst wurde. 
Dem Kabinett gehörten Mitglieder der der Unabhängigkeitspartei (Sjálfstæðisflokkurinn), Fortschrittspartei (Framsóknarflokkurinn) sowie der Volksallianz (Alþýðubandalag) an.

## Regierungsmitglieder
| Amt                                                        | Amtsinhaber             | Beginn der Amtszeit | Ende der Amtszeit |
| ---------------------------------------------------------- | ----------------------- | ------------------- | ----------------- |
| Premierminister                                            | Gunnar Thoroddsen       | 8. Februar 1980     | 26. Mai 1983      |
| Minister für Statistik (Hagstofa Íslands)                  | Gunnar Thoroddsen       | 8. Februar 1980     | 26. Mai 1983      |
| Außenminister                                              | Ólafur Jóhannesson      | 8. Februar 1980     | 26. Mai 1983      |
| Justizminister und Minister für kirchliche Angelegenheiten | Friðjón Þórðarson       | 8. Februar 1980     | 26. Mai 1983      |
| Industrieminister                                          | Hjörleifur Guttormsson  | 8. Februar 1980     | 26. Mai 1983      |
| Bildungsminister                                           | Ingvar Gíslason         | 8. Februar 1980     | 26. Mai 1983      |
| Landwirtschaftsminister                                    | Pálmi Jónsson           | 8. Februar 1980     | 26. Mai 1983      |
| Finanzminister                                             | Ragnar Arnalds          | 8. Februar 1980     | 26. Mai 1983      |
| Fischereiminister                                          | Steingrímur Hermannsson | 8. Februar 1980     | 26. Mai 1983      |
| Verkehrsminister                                           | Steingrímur Hermannsson | 8. Februar 1980     | 26. Mai 1983      |
| Sozialminister                                             | Svavar Gestsson         | 8. Februar 1980     | 26. Mai 1983      |
| Minister für Gesundheit und soziale Sicherheit             | Svavar Gestsson         | 8. Februar 1980     | 26. Mai 1983      |
| Handelsminister                                            | Tómas Árnason           | 8. Februar 1980     | 26. Mai 1983      |